# Imigração alemã em Minas Gerais
Imigração Alemã em Minas Gerais foi o movimento migratório ocorrido nos séculos XIX e XX de alemães para algumas regiões do Estado Minas Gerais.
Em Minas Gerais, duas companhias dirigidas por particulares, associadas ao governo provincial, foram responsáveis pela introdução de imigrantes na Zona da Mata e no Vale do Mucuri: a Companhia União e Indústria, de Juiz de Fora, e a Companhia de Comércio e Navegação do Mucuri. Ambas foram responsáveis pela introdução de famílias de imigrantes, em sua maioria de origem germânica, para a construção de estradas nas regiões

## Vila Neitzel
Vila Neitzel é um distrito de Itueta, Região Leste de Minas Gerais, é marcado por traços alemães. O município que recebeu grupos refugiados da Segunda Guerra Mundial tem pequenos vilarejos formados pela tradição dos emigrantes. Uma etnia do Norte da Alemanha, os pomeranos, somam cerca de dois mil descendentes na região. A ocupação mais intensa do município ocorreu após início da 1ª guerra mundial, ainda em 1.914, com fixação de colonos de origem alemã na margem esquerda do Rio Doce. sua ocupação restringia-se a poucas e dispersas fazendas de criação de gado, além de núcleos muito pequenos e isolados de garimpo e agricultura de subsistência. Essa situação é alterada a partir das primeiras décadas do século XX, com a construção de estrada de ferro Vitória - Minas.
Os primeiros a chegar foram os Nietzel. Até os anos de 1960, 1970 só se falava no local o dialeto pomerano, uma espécie de regionalismo derivado do alemão oficial, conhecido como “língua alta”. Anos mais tarde, em 1979, o português ter sido ensinado nas escolas, ainda hoje o dialeto é usado entre os descendentes. Além da língua os emigrantes trouxeram de herança os sobrenomes de pronúncia difícil, as comidas típicas, as danças e a religião.

## Juiz de Fora
Em 1852, Mariano Procópio Ferreira Laje tinha os recursos financeiros e a autorização imperial para construir a Estrada União e Indústria. Porém, faltava um componente essencial: no Brasil não havia técnicos, engenheiros e outros trabalhadores qualificados em número suficiente para executar as obras rodoviárias. Na Alemanha, as guerras napoleônicas haviam arrasado o país. As indústrias estavam paradas, a população endividada e muitos operários talentosos estavam desempregados. Para receber os alemães, a Companhia União e Indústria criou a Colônia D. Pedro II, nos arredores de Santo Antônio do Paraibuna, atual Juiz de Fora.
Com a Proclamação da República, em 1889, a colônia passou a ser denominada "São Pedro" tornando-se mais tarde um bairro de Juiz de Fora. Segundo registros históricos, Juiz de Fora recebeu mil cento e sessenta e dois imigrantes germânicos no ano de 1857.
Juiz de Fora tem um apagamento do traço língua-cultura identidade Germânica na cidade. pode-se dizer que entre os 1.162 imigrantes germânicos que chegaram a Juiz de Fora havia grande heterogeneidade linguístico-cultural, uma vez que esses eram originários de regiões diversas, o que inclui Baden (Sudoeste da Alemanha), Grão Ducado de Hessen (Região Central da Alemanha), Holstein (Norte da Alemanha), Hessen Darmstadt (Região Central da Alemanha, Prússia atuais territórios da Polônia, Lituânia e Rússia) e Tirol (atual território da Áustria). 

## Teofilo Otoni
A cidade está localizada no nordeste mineiro, na Mesorregião do Vale do Mucuri, que abriga cerca de 133 mil habitantes (Cidade), e 370 mil habitantes somados a municípios pertencentes à Teófilo Otoni. Na Alemanha aquela época, com certeza as coisas não estavam bem. Pela história sabemos que havia desemprego, inflação e superpopulação. No Brasil, sobravam terras e faltavam braços para trabalho, uma vez que desde 1850, a Lei Eusébio de Queirós pôs fim ao tráfico escravo, e não havia quem abrisse picadas nas matas, construísse casas nos lugarejos ou plantasse roças para sustentar aos que moravam na cidades. Então, por ordem de Teófilo Benedito Otoni, com apoio do Governo Imperial, a Firma Schlobach e Morgenstern divulgou em 1854, em jornais da Alemanha, o convite com oferta de áreas para colonizadores virem a Colônia Nova Filadélfia. Muitos alemães e outros europeus aceitaram o convite. Há um discurso de sedução desses agenciadores quanto às benesses do território para onde viriam, ao fato de alguns imigrantes acharem estar chegando à cidade americana de Filadélfia. Os alemães pensaram que estavam indo para Filadélfia dos Estados Unidos da América, local próspero... então colocaram o nome aqui Filadélfia  foi uma homenagem de Teófilo Benedito Otoni, como um político que sempre lutou pela independência do Brasil, fez sua homenagem a cidade natal de Benjamin Frankline também onde 4 de julho de 1776 EUA se declarava independente da Grã-Bretanha..  
79 alemães sendo 60 evangélicos, 2 católicos e 17 crianças (que ainda não haviam sido batizadas), juntos com 21 suíços chegaram a Filadélfia no dia 23 de julho de 1856. Sobre a chegada dos imigrantes alemães no Vale do Mucuri,pode-se perceber uma associação direta com a história da cidade de Teófilo Otoni. Os imigrantes que se dirigiram para Teófilo Otoni permaneceram relativamente isolados das demais áreas de imigração do País, inclusive o Espírito Santo, geograficamente próximo.

## Sete Lagoas
A colonização alemã na região de Sete Lagoas teve início antes da Primeira Guerra Mundial (1908). Um dos primeiros imigrantes foi Carlos Preisser (lê-se 'Práizer'. Nas últimas décadas, porém, outros alemães escolheram a cidade dos lagos encantados para viver (e reviver) as tradições da terra da cerveja, do chucrute e do salsichão.

## Bom Despacho e Pitangui
No município do Bom Despacho havia dois núcleos de colonização estrangeira, de origem predominantemente alemã, hoje esquecidas. Colônia David Campista e Colônia Álvaro da Silveira. Vindos de diferentes pontos da Alemanha, alguns da Suíça e da Hungria, aqui em Bom Despacho se encontraram após uma quarentena na Ilha das Flores no Rio de Janeiro.  A colônia Colônia David Campista se desintegrou. A escola mantida pelo consulado foi fechada. E muita gente abandonou seus lotes e foi embora. Hoje só restam aqui 4 dos alemães vindos na emigração da década de 1920
Além das dificuldades comuns enfrentadas pelos europeus nas regiões tropicais, pode-se acrescentar outras razões para o fracasso da tentativa da colonização alemã em Bom Despacho. Entre elas, o fato dos alemães representarem uma mão de obra especializada para a indústria e não para a agricultura como foram encaminhados segundo os planos do Governo Brasileiro que visavam o desenvolvimento da pequena propriedade no modelo Europeu, projeto já implantado com sucesso no sul do país desde o século XIX.

## Outras
Distritos com forte presença pomerana no leste de Minas Gerais:
- Nicolândia[15], Resplendor.
- Governador Valadares[3]

Esta é uma lista das colônias alemãs do estado de Minas Gerais:
- Colônia Saxônia - 1853
- Colônia Santa Maria - 1910, colônia agrícola fundada por Felix Schmidt no município de Astolfo Dutra.
- Colônia Inconfidência - 1910, colônia agrícola fundada no município de Ouro Fino.
- Colônia Guidoval - 1913, colônia agrícola fundada no município de São Domingos do Prata.
- Colônia Padre José Bento - 1924, colônia agrícola fundada no município de Pouso Alegre.